# BR-280
A BR-280 é uma rodovia transversal brasileira. Tem início na cidade catarinense de São Francisco do Sul e término na cidade catarinense de Dionísio Cerqueira, na fronteira com a Argentina. O total de sua extensão é de aproximadamente 634,1 km. Chama-se oficialmente "Rodovia Governador Luiz Henrique da Silveira".

## Duplicação
Em abril de 2018, o DNIT deu início às obras de duplicação de 74 km da BR-280, entre São Francisco do Sul e Jaraguá do Sul. O projeto prevê mudança no seu traçado, que deixará de passar pelos perímetros urbanos centrais de Jaraguá do Sul, Guaramirim e São Francisco do Sul. A duplicação terá fim próximo da divisa entre os municípios de Jaraguá do Sul e Corupá.
Em agosto de 2020 seria entregue o primeiro trecho duplicado da rodovia, de 5,5 km. Porém, até agosto de 2021 ainda não havia nenhum trecho duplicado em funcionamento. Com a obra se arrastando desde 2015, havia previsão de entrega de 5 a 10 km duplicados em 2021, o que não ocorreu. 
Com custo total estimado de R$ 1,6 bilhão em 2022, e com aportes anuais do Governo Federal em torno de apenas R$ 50 a 100 milhões ano nesta época, não há previsão de término.